# John Eccles
John Carew Eccles, född 27 januari 1903 i Melbourne, död 2 maj 1997 i Tenero-Contra i Schweiz, var en australisk fysiolog och nobelpristagare. 

## Biografi
Vid 17 års ålder började Eccles att studera medicin vid universitet i Melbourne och tog 1925 examen med högsta betyg. Han fick därefter ett stipendium för att studera under Charles Scott Sherrington på Magdalen College, vid Oxford University, där han tog sin doktorsexamen 1929.
År 1937 återvände han till Australien, där han arbetade med militär forskning under andra världskriget. Efter kriget blev han professor vid University of Otago i Nya Zeeland. Från 1952 till 1962 arbetade han som professor vid John Curtin School of Medical Research (JCSMR) på Australian National University.
År 1964 blev Eccles hedersmedlem i American Philosophical Society, och 1966 flyttade han till USA för att arbeta på Institutet för biomedicinsk forskning i Chicago. Missnöjd med arbetsförhållandena där, lämnade han institutionen för att 1968 bli professor vid New York State University i Buffalo, en post han innehade till 1975. Efter pensioneringen flyttade han till Schweiz och började skriva om kropp-själ-problemet.
År 1963 erhöll han Nobelpriset i fysiologi eller medicin, delat med Alan L. Hodgkin och Andrew Fielding Huxley, för forskning kring nervceller.
Eccles dog den 2 maj 1997 i sitt hem i Contra, Schweiz. Han begravdes i Contra i Schweiz.